# Convento San Agustín (Cuzco)
El Convento San Agustín fue una estructura religiosa que se ubicó en el centro histórico del Cusco, Perú. Fue construido por la Orden de San Agustín en el siglo XVI y fue ocupado por ellos hasta su expulsión del Perú en 1826. Desde entonces el inmueble sufrió un progresivo deterioro hasta que, en el 2006, fue restaurado para su uso como hotel. Actualmente funciona el hotel JW Marriott El Convento Cusco de la cadena hotelera internacional Marriott International.
Desde 1972 el inmueble forma parte de la Zona Monumental del Cusco declarada como Monumento Histórico del Perú. Asimismo, en 1983 al ser parte del casco histórico de la ciudad del Cusco, forma parte de la zona central declarada por la UNESCO como Patrimonio Cultural de la Humanidad.

## Historia del convento
Después de la llegada de los primeros agustinos al Perú, y se establezca y funde la Provincia Nuestra Señora de Gracia del Perú, los frailes salieron de inmediato a evangelizar toda la costa y la sierra sur del Perú Virreinal. Hacia 1559 saldrán del Convento San Agustín de Lima los frailes agustinos, Fray Juan de Divara y Fray Jerónimo de Cavarate, dirigidos por el sacerdote Fray Juan de Bivero, y llegarán a la ciudad del Cusco, donde serán acogidos por el Obispo, Monseñor Juan Solano.
El 11 de junio de 1559 Fray Juan funda el convento de San Agustín de Cuzco, cerca de la plaza de la ciudad, en la esquina de la actual calle Ruinas con la actual calle San Agustín (ambas calles adquirieron su nombre debido a la presencia del convento), con la ayuda de Don Don Francisco de Loyola. Para el año 1582 el convento abrirá su noviciado y sus estudios propios de Artes y Teología. De este convento saldrán frailes que se dedicarán a la evangelización de Bolivia y Apurímac, destacando los conventos de Copacabana en el Alto Perú (Bolivia), y el Real Monasterio de Cotabambas, en Apurímac.
La construcción del Convento se extendió hasta 1645, fecha para la cual el convento estaba ya concluido, lamentablemente, cinco años después el 6 de mayo de 1650 se produjo el más fuerte terremoto de la época colonial que destruyó gran parte del convento. Tales fueron los daños que la Iglesia se vivo abajo y dio origen al nombre de la calle donde se ubicaba el convento (Ruinas). Poco a poco el convento se reconstruye, pero a finales del siglo XVIII otro sismo de gran intensidad destruye nuevamente la ciudad y afecta varios sectores del reconstruido convento.
Hacia mediados del siglo XIX, con la independencia del Perú y los movimientos de liberación, el convento empezó a sufrir de falta de hermanos, con un reducido número de religiosos y las leyes de Bernardo Monteagudo, el convento estaba amenazado pero los frailes fueron perseverantes hasta el fin, hasta que en 1826 durante la guerra civil del Mariscal Agustín Gamarra el convento fue bombardeado, y los frailes se vieron obligados a abandonarlo regresando al convento de Lima. Desde entonces y hasta inicios del siglo XXI, dicho solar fue sufriendo mutilaciones, lotizaciones y modificaciones estructurales a la par que la construcción fue decayendo. Los materiales del convento fueron retirados y utilizados para construir otros edificios. Así, los arcos tanto exteriores como interiores del Palacio del Cabildo del Cusco pertenecieron a este convento y que toda la parte exterior del Cementerio General de La Almudena y el convento bethlemita también fue elaborado con dicho material.

## Historia del hotel
En el año 2006 la empresa peruana Inversiones La Rioja trabajó en la recuperación y puesta en valor del inmueble a través del Proyecto "JW Marriott Cuzco". En el año 2012, el JW Marriott El Convento Cusco fue inaugurado. Es un hotel de cinco estrellas que cuenta con 146 habitaciones y 7 suites.

## Cronología
1534 Francisco Pizarro funda el Cuzco. 

1550 Se funda la Orden de San Agustín en el Perú.

1556 - 1645 Se construye el convento de San Agustín, en una extensión aproximada de 15 000 m².

1650 Ocurre un terremoto en la ciudad del Cuzco que deja en ruinas el inmueble.

1665 Se ejecutan trabajos de reconstrucción parcial del convento.

1794 Otro sismo de gran intensidad destruye nuevamente la ciudad y afecta gran parte del reconstruido convento.

1826 Los Agustinos se retiran de Cuzco, Apurímac y del norte del Perú.

1836 Agustín Gamarra ordena el bombardeo del convento.

1858 La Beneficencia Pública del Cuzco se convierte en el nuevo administrador del inmueble.

1870 - 1871 Se crea la calle Ruinas. El predio del convento se reduce a 6500 m² aproximadamente.

1896 - 1904 Funcionan en el área dos tiendas y seis chicherías.

1915 La Beneficencia vende el inmueble a diferentes ciudadanos.

1932 El Patronato Arqueológico Departamental lo declara Monumento Nacional con la denominación de Convento Supreso de San Agustín.

1944 El predio es adquirido por la empresa comercial CERF Vargas Díaz.

1950 Ocurre un terremoto que afecta gran parte de la ciudad del Cuzco.

1969 Parte del predio es lotizado y vendido, quedando un área de 4,450 m².

1976 Funcionan en el inmueble una fábrica de chocolates y una panadería.

1986 Otro terremoto en Cuzco deja al inmueble inhabilitado para su uso.

2006 Después de 30 años de abandono, Inversiones La Rioja adquiere el predio para la construcción de un hotel JW Marriott y la puesta en valor del monumento. 

2012 Se inaugura el hotel JW Marriott Cusco.